# Eau de Gaga
Eau de Gaga es el segundo perfume creado por la cantante y compositora estadounidense Lady Gaga. El anuncio y los detalles de la fragancia se anunciaron en la página web de Haus Laboratories. Las notas de la fragancia unisex incluyen violeta blanca, cal, lima y cuero.

## Productos
- Perfume 15 ml/ 0.5 oz
- Perfume 30 ml/ 1.0 oz
- Perfume 50 ml/ 1.6 oz
- Perfume 70 ml/ 2.3 oz
- Loción corporal 75 ml/ 2.5 oz y 200 ml/ 6.7 oz
- Gel de ducha 75 ml/ 2.5 oz y 200 ml/ 6.7 oz

## Desarrollo
En agosto de 2014, a través de las redes sociales, Gaga anunció que su segunda fragancia de Haus Laboratories en asociación con Coty Inc. sería nombrada Eau de Gaga. Reveló también la primera imagen promocional de la sesión de fotos, en la que aparecía ella junto con muchos hombres (representando cómo la fragancia puede ser usada por ambos sexos). La campaña publicitaria fue dirigida y fotografiada por Steven Klein, quien trabajó con su primera fragancia, Fame. Fue lanzada por primera vez en septiembre del año 2014 en Francia, Polonia, Alemania, Reino Unido, España y otros países de Europa. En Asia, Oceanía, Rusia, Dinamarca y en algunos países de Europa se lanzó en noviembre. Eau de Gaga llegó a las tiendas de Estados Unidos y Canadá el 15 de enero de 2015.

## Olor y embalaje

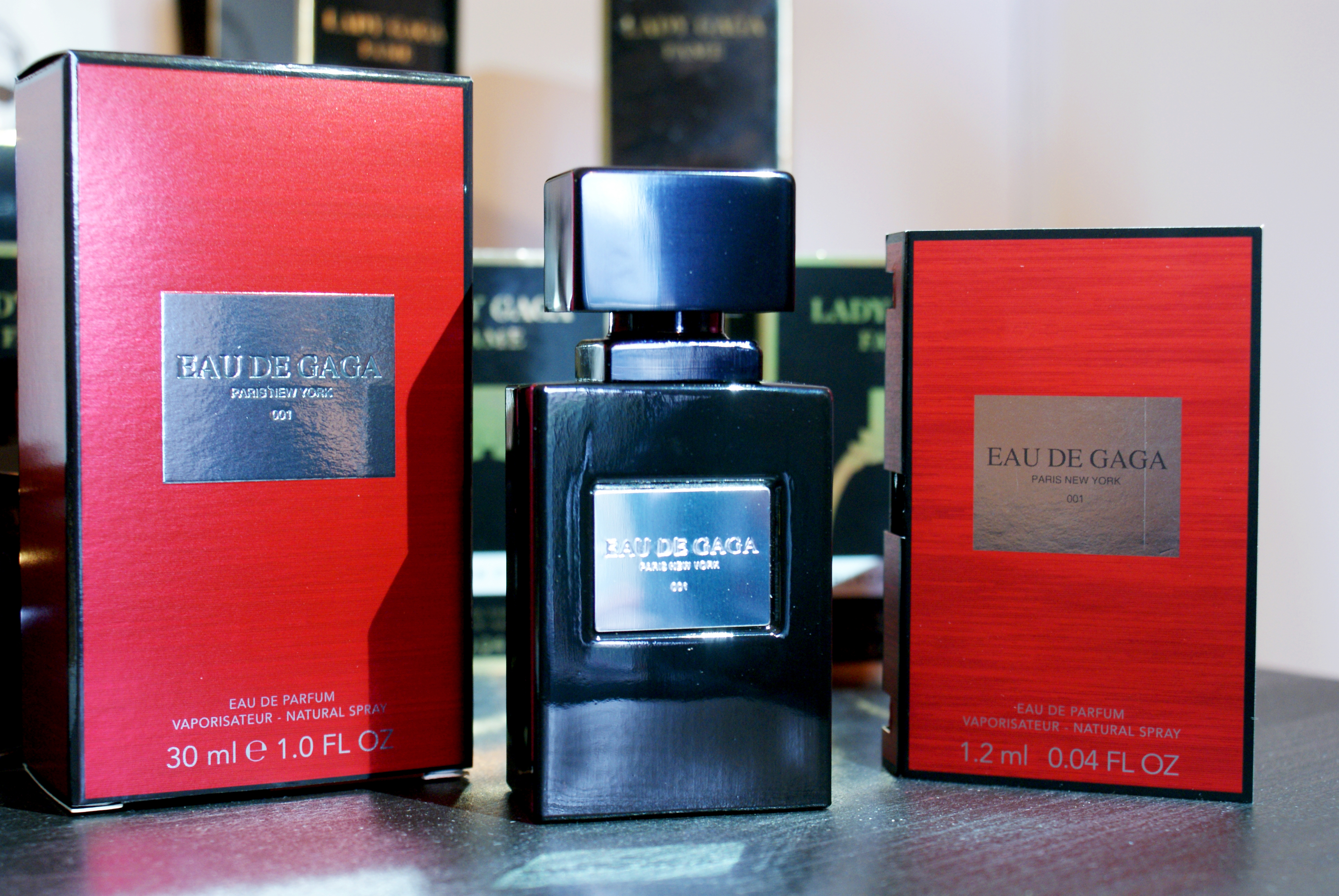
Cajas y botella de la fragancia.

La botella de Eau de Gaga es negra e intenta simular tanto la estética masculinas como la femenina. En la parte frontal de la caja, roja y rectangular, dice "Eau de Gaga: París New York 001". El 001 se refiere a que esta fragancia es la primera de toda la colección, que aún no se continua. También hay una loción corporal y un gel de ducha, que se venden por separado de la fragancia. Las botellas, tanto para la loción corporal cómo para el gel de ducha, son finas y tienen el mismo diseño de la caja que el perfume.

## Lanzamiento y promoción
En agosto de 2014, Gaga presentó la primera imagen promocional de la fragancia. Se muestra a sí misma con un vestido largo y tumbada sobre varios hombres. Esto representa el aroma, que es adecuado para que tanto los hombres cómo las mujeres lo usen. Más tarde, el cartel oficial fue revelada por Gaga en sus redes sociales. En el sitio web de Haus Laboratories comenzó una cuenta regresiva, que sirvió para mostrar más detalles de la fragancia. Una vez terminada la cuenta regresiva, fueron mostradas más imágenes promocionales en el sitio web, así cómo los precios, los ingredientes y mucho más. Lady Gaga declaró que esta fragancia fue solo el volumen 001 y que habrá toda una colección de fragancias "Eau de Gaga".
El 19 de septiembre de 2014 fue lanzado un video comercial. Éste mostraba a Gaga con el pelo largo y rubio, luciendo un vestido plateado, sobre un montón de modelos masculinos sin camisa, mientras que su dúo con Tony Bennett, «I Can't Give You Anything but Love» suena de fondo. La canción está incluido en su álbum de jazz en colaboración con Bennett, llamado Cheek to Cheek. El vídeo, de un minuto de duración, es en blanco y negro y fue rodado y dirigido por Steven Klein. De acuerdo con el Washington Jewish Week, Eau de Gaga fue el décimo perfume más vendido de 2014, con unas ventas estimadas de 23.000 unidades.